# Necmiye Alpay
Ayşe Necmiye Alpay (Sındırgı, 23 november 1946) is een Turkse schrijfster, taalkundige en tolk. In de staatsgreep van 1980 werd Alpay gearresteerd en moest een gevangenisstraf van 3 jaar in de gevangenis van Mamak (Ankara) uitzitten.

## Carrière
Necmiye Alpay is afgestudeerd aan de afdeling Politicologie van de Universiteit van Ankara en promoveerde aan de Universiteit van Nanterre in Parijs op het gebied van internationale economie. Naast haar korte termijn functies als docent, werkt Alpay ook als vertaler, taalkundige en auteur. Tussen 2001 en 2011 heeft Alpay artikelen voor de krant Radikal geschreven. Bovendien schrijft ze sinds 2008 poëzie-artikelen in het maandblad Kitap (Boek) van de krant Milliyet.
- Gemeinsame Normdatei: 138769230
- International Standard Name Identifier: 0000 0000 4540 4069
- Library of Congress Control Number: no2001065961
- Nederlandse Thesaurus van Auteursnamen: 227528018
- Système universitaire de documentation: 086026992
- Virtual International Authority File: 9979091
- WorldCat: E39PBJccckxP9VbVKwykgPj3cP